# Aceite de girasol

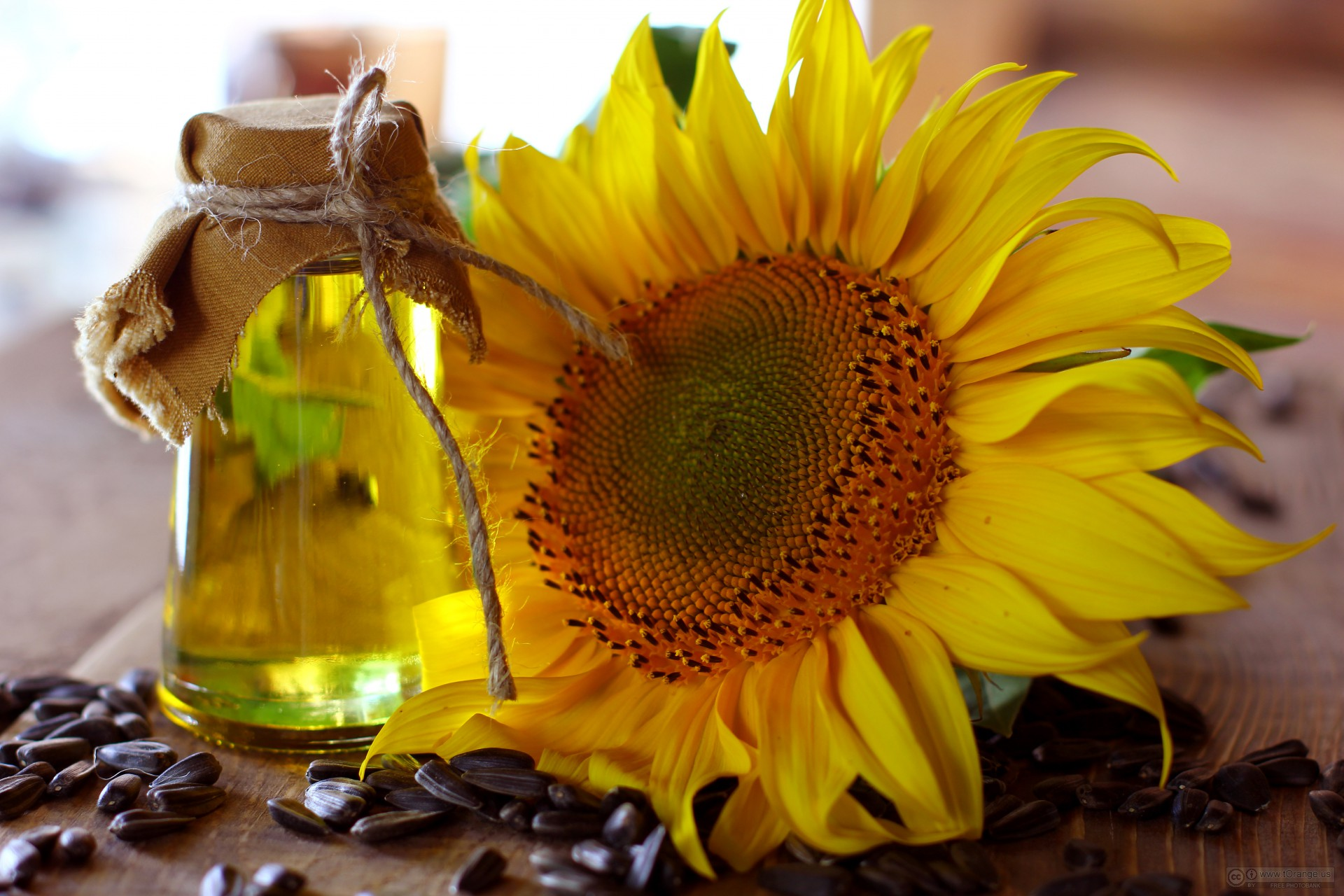
Botella de aceite de girasol y planta de girasol.

El aceite de girasol o aceite de maravilla es un aceite de origen vegetal que se extrae del prensado de las semillas del capítulo de la planta de girasol, también llamado chimalate, jáquima, maravilla, mirasol, tlapololote, maíz de teja.

## Historia
Origen de la planta: Es originaria de América del Norte, donde fue cultivada probablemente hacia el 1000 a. C. Desde allí los españoles la exportaron a Europa a principios del siglo XVI. El cultivo extensivo y documentado de girasol en España comenzó en 1964 en la zona occidental de Andalucía, y en la actualidad es el aceite de semillas más consumido en España y tal vez en Europa.

## Empleo

### Culinario
Cabe decir que el aceite de girasol refinado (del que se compra en los supermercados), es de color amarillo tenue y carece de sabor y olor intenso, el "virgen" (sin refinar) de primera prensa, tiene un aroma intenso muy agradable. A nivel nutricional se le valora negativamente
Los restos del procesado de los cariopses de girasol (cáscaras y demás restos del procesado para el aceite), se utilizan como alimento para la ganadería.

### Industrial
Véase también Refinería (destilería)-Refinación de aceites comestibles - Tratamiento final
El aceite se emplea como combustible biológico para producir biodiésel de automóviles con motor diésel. Es una alternativa viable a las gasolinas y, mejor aún, a los gasóleos (junto con el aceite de colza y otros), aunque con elevados efectos contaminantes, hecho que contradice la opinión generalizada de los ciudadanos. Este aspecto se comprueba estudiando la combustión del ácido oleico.

## Composición de Ácidos Grasos
En el mercado se encuentran disponibles distintos tipos de aceite de girasol: el normal, con un mayor contenido en ácido linoleico, y el alto-oleico, con contenidos en ácido oleico que pueden llegar hasta el 90%. Además, durante la última década las compañías de semillas han desarrollado variedades alto-saturado, que permiten su uso en fritura industrial, en la fabricación de margarinas, bolleria, helados a bajo coste.
Un ejemplo de la composición de ácidos grasos del aceite de girasol que más se comercializa, por cada 100 g, es la siguiente:
- 62.3 g de ácidos grasos poliinsaturados, de los cuales, 62.21 g de ácido linoleico (omega 6) y 0.061 g de ácido linolénico (omega 3).
- 25 g de ácidos grasos monoinsaturados.
- 12 g de ácidos grasos saturados.

Aunque recientemente, a través de modificación genética se han conseguido variedades con un mayor porcentaje de ácidos grasos monoinsaturados para obtener mayor resistencia a la oxidación. Esta variedad recibe el nombre de aceite de girasol alto oleico:
- 85 g de ácidos grasos monoinsaturados.
- 4 g de ácidos grasos poliinsaturados.

## Producción mundial
Datos disponibles de la producción mundial de aceite de girasol en 2018, en toneladas por año :
| Puesto | País      | Toneladas |
| ------ | --------- | --------- |
| 1      | Ucrania   | 5.148.606 |
| 2      | Rusia     | 4.642.815 |
| 3      | Argentina | 1.304.700 |
| 4      | Turquía   | 990.000   |
| 5      | Hungría   | 694.200   |
| 6      | Francia   | 615.000   |
| 7      | España    | 525.300   |
| 8      | Rumania   | 514.671   |
| 9      | Bulgaria  | 486.600   |
| 10     | Sudáfrica | 296.500   |